# Changing Hearts
Changing Hearts è un film del 2002 diretto da Martin Guigui.

## Trama
Due donne, colpite dal cancro, a causa di diversi percorsi di crescita affrontano la malattia in modi differenti.